# (200081) 2674 T-3
(200081) 2674 T-3 es un asteroide perteneciente al cinturón de asteroides, descubierto el 11 de octubre de 1977 por Cornelis Johannes van Houten en conjunto a su esposa también astrónoma Ingrid van Houten-Groeneveld y el astrónomo Tom Gehrels desde el Observatorio del Monte Palomar, Estados Unidos.

## Designación y nombre
Designado provisionalmente como 2674 T-3.

## Características orbitales
2674 T-3 está situado a una distancia media del Sol de 2,715 ua, pudiendo alejarse hasta 2,972 ua y acercarse hasta 2,458 ua. Su excentricidad es 0,094 y la inclinación orbital 4,262 grados. Emplea 1634,31 días en completar una órbita alrededor del Sol.

## Características físicas
La magnitud absoluta de 2674 T-3 es 16,2. Tiene 3 km de diámetro y su albedo se estima en 0,069.